# Túróczy Zoltán
Túróczy Zoltán (Arnót, 1893. október 23. – Győr, 1971. november 22.) a Dunántúli evangélikus egyházkerület szuperintendense (azaz püspöke) 1948-tól 1952-ig.

## Életpálya
A gimnáziumot Rozsnyón végezte (1911), teológiát Pozsonyban tanult (1911-15). Komáromban, Ózdon segédlelkész, 1917-től Arnóton, 1923-tól Ózdon, 1927-től Győrött lelkipásztor. 1939-től nyíregyházi lelkész és a Tiszai Evangélikus Egyházkerület püspöke.
1945. május 22-én a rendőrség őrizetbe vette, május 31-én a népügyészség előzetes letartóztatásba helyezte. Június 25-én a Nyíregyházi Népbíróság „háborús bűntettek miatt” (a vád alapjául a püspöki jelentéseiben található „háborús uszító” és „szovjetellenes” kitételek szolgáltak) 10 évi fegyházbüntetésre mint főbüntetésre, továbbá politikai jogai gyakorlásának 10 évre való felfüggesztésére, végül állásvesztésre mint mellékbüntetésre ítélte. 
1946. március 1-jével szabadlábra helyezték, 1948. május 29-ével a Népbíróságok Országos Tanácsa az ellene folyamatban lévő bűnvádi eljárást kegyelmi úton megszüntette. Ekkor, Kapi Béla püspök félreállítása után a Dunántúli Evangélikus Egyházkerület választotta püspökévé, és Győrött lett lelkész. 
1948. december 14-én Mády Zoltán dunáninneni egyházkerületi felügyelővel együtt ő írta alá az evangélikus egyház képviseletében az állammal kötött egyezményt. 1952-ben erős pártállami nyomásra nyugdíjazták.
Vető Lajos 1956. november 1-jei lemondása után 1957 januárjában püspökké választották az Északi Evangélikus Egyházkerület gyülekezetei, de az Állami Egyházügyi Hivatal 1957 decemberében újra félreállította. Főtitkára volt az Országos Evangélikus Lelkészegyesületnek. 1963-ban a Helsinki Egyetem távollétében tiszteletbeli díszdoktorátussal tüntette ki.

## Főbb művei
- Evangélikus öntudat. Konfirmációi tankönyv (Ózd, 1925)
- „Én azonban, és az én házam az Úrnak szolgálunk” (Győr, 1930)
- A finnek egyházi élete (Ózd, 1933)
- Íme!; Szabó-Uzsaly Ny., Győr, 1933
- Korunk és a misszió (Ózd, 1934)
- A szekták keletkezésének okai (Szentgotthárd, 1934)
- Die Frage der ungarländischen ev-lutherischen Diaspora (Tallinn, Győr, 1936)
- Oldott kéve Isten szérűjén (Győr, 1936)
- "... és hívják nevét: csodálatosnak ...."; Baross Ny., Győr, 1937
- "Én a prófétákra támadok"; Baross Ny., Győr, 1938
- „Gyűlöl titeket a világ” (Szövétnek, Budapest, 1939)
- Jézus az ítélet ura (Bethánia, Budapest, 1940)
- Az első papszentelési beszéd; Baross Ny., Győr, 1941 (Evangélikus szakkönyvtár)
- Vagy-vagy!; Baross Ny., Győr, 1941 (Evangélikus szakkönyvtár)
- Erőszakoskodóké a mennyek országa; Evangélikus Evangélizáció, Bp., 1946 (Ébresztő igehirdetés)
- Hol a boldogság? Evangélizáló előadások a 32. zsoltár alapján; Evangélikus Evangélizáció, Bp., 1947 (Ébresztő igehirdetés)
- Közbenjáró imádság. Turóczy Zoltán igehírdetései; Evangélikus Evangélizáció, Bp., 1949
- Az Úr az én pásztorom! Hat evangelizáló igehírdetés a 23. zsoltár alapján; Sylvester Ny., Bp., 1950

### Posztumusz
- Ne félj! Áhitatos könyv; Turóczy Zoltán igehírdetése nyomán összeáll. Egyed Aladár, átdolg., sajtó alá rend. Juhász Imre; Erős Vár, Cleveland, 1975
- Posztillás könyv a magyar perikoparend evangéliumi sorozata alapján; sajtó alá rend. Kovács Géza; Evangélikus Teológiai Akadémia, Bp., 1989

- Isten embere. Túróczy Zoltán evangélikus püspök. 1893–1971, 1-2.; szerk. Cserháti Péter et al.; Magyarországi Evangélikus Ifjúsági Szövetség, Bp., 2002 
  - 1. Életút és dokumentumok
  - 2. Igehirdetések és visszaemlékezések
- Időszerű szeretet. Igehirdetések az 1953/54-es egyházi esztendő epistolai sorozata alapján; szerk. Ittzés János; Túróczy-hagyaték Alapítvány–Luther, Bp., 2013